# Antiphospholipid-Antikörper
Antiphospholipid-Antikörper sind Abwehrstoffe, die durch eine krankheitsbedingte Fehlsteuerung des Immunsystems (Autoimmunerkrankung) entstehen und die sich gegen körpereigene Substanzen, die Phospholipide, richten. Krankheitssymptom ist in erster Linie das Auftreten von arteriellen und venösen Thrombosen und Embolien im Sinne einer Thrombophilie. Bei den meistens betroffenen Frauen kommt es außerdem häufig zu Schwangerschaftskomplikationen. Dazu zählen wiederholte (habituelle) Fehlgeburten (Frühabort, Spontanabort), Totgeburten (intrauteriner Fruchttod), pränatale Wachstumsretardierungen, schwere Präeklampsien, Eklampsien und Infarkte im Mutterkuchen mit Plazentainsuffizienz.
Das Krankheitsbild wird als Antiphospholipid-Syndrom oder als Antiphospholipid-Antikörper-Syndrom bezeichnet. Patienten mit diesem Syndrom sollen wegen der Gefahr von rezidivierenden thrombotischen Ereignissen nicht mit direkten oralen Antikoagulanzien behandelt werden.

## Ursachen
Antiphospholipid-Antikörper können als eigenständiges Krankheitsbild (idiopathisch) oder aber als Begleitsymptom verschiedener anderer Krankheitszustände auftreten, zum Beispiel
- bei Kollagenosen, insbesondere beim Lupus erythematodes (Daher kommt der Name Lupus[6] anticoagulans,[7] denn etwa 25 bis 30 Prozent der Patienten mit einem Lupus erythematodes visceralis haben entsprechende Antikörper.[8]),[9]
- bei rheumatischen Erkrankungen,
- bei bösartigen Tumoren,
- bei Infektionen[10] und
- als unerwünschte Nebenwirkung von Medikamenten.

## Labor und Diagnose
Beim Auftreten von Thrombosen oder Embolien ohne erkennbare Ursache und/oder beim Auftreten o. g. Schwangerschaftskomplikationen kann eine Suche nach Antiphospholipid-Antikörpern angezeigt sein. Diese müssen dabei zweimal über einen Abstand von mindestens zwölf Wochen mittel- bis hochtitrig auffällig gewesen sein, um ein vorübergehendes parainfektiöses Geschehen auszuschließen.
Wichtige Antiphospholipid-Antikörper sind z. B.:
- das Lupus-Antikoagulans
- Cardiolipin-Antikörper
- β2-Glykoprotein 1-Antikörper
- Phosphatidylserin-Antikörper

## Namensgebung
Der Name Lupus-Antikoagulans ist irreführend. Es handelt sich dabei nicht um einen Hemmer der Blutgerinnung, wie der Name fälschlich andeutet. Vielmehr kann der Lupus anticoagulans im Gegenteil Thrombosen (als Zeichen einer überschießenden und nicht einer herabgesetzten Koagulation) auslösen. Der falsche Name hat seinen Ursprung in der Labormedizin, weil die Antiphospholipid-Antikörper einige Blutgerinnungstestwerte wie zum Beispiel die partielle Thromboplastinzeit (aPTT) vergrößern beziehungsweise verlängern. Deswegen auch die unverfänglichen englischen Bezeichnungen lupus antibody und lupus inhibitor. Die Antikörper verkürzen die Blutungsdauer in vivo und würden sie in vitro verlängern; die Blutgerinnung wird dagegen beim Patienten beschleunigt und im Labor verlangsamt.